# Асбах (Хунсрюк)
Асбах (нем. Asbach) — община в Германии, в земле Рейнланд-Пфальц.
Входит в состав района Биркенфельд. Подчиняется управлению Раунен. Население составляет 125 человек (на 31 декабря 2010 года). Занимает площадь 3,47 км².